# Gunnar C. Boehnert
Gunnar Charles Albert Boehnert (* 8. Mai 1932 in Edmonton, Alberta, Kanada; † 1. April 2021 im Cambridge Memorial Hospital, Ontario, Kanada) war ein Historiker, der sich besonders mit SS-Offizieren beschäftigte.

## Leben
Seine Eltern waren Erna und William Boehnert, die in Edmonton lebten, wo Gunnar auch geboren wurde. Die Familie zog 1936 von Kanada nach Deutschland. Das Kriegsende erlebten seine Mutter und er in Norddeutschland.
Nach dem Krieg lebte er in München auf der amerikanischen Militärbasis und besuchte die amerikanische High School. Später kehrte er nach Kanada zurück und studierte an der Universität von Edmonton Medizin.
Er trat in die kanadische Luftwaffe ein und flog B-25-Maschinen bei Such- und Rettungseinsätzen im kanadischen Norden. 
Danach studierte er Germanistik. Er heiratete Joanna Bartlett und zog 1968 mit ihr nach Guelph, Ontario, Kanada. 
Er wurde 1977 am University College London in Geschichte promoviert. Seine Doktorarbeit trug den Titel: „Sociography of the SS Officer Corps, 1925-1939“. 
Er wurde Professor für Zeitgeschichte an der Universität von Guelph. Dabei diente er auch als Major in der kanadischen Armeereserve und war Verteidigungsanalytiker und Direktor des Atlantic Council of Canada, einer NATO-Organisation. Mit dem Schwerpunkt Abrüstung veranstalteten er und sein Kollege Henry Wiseman 1983 an der Universität von Guelph die Konferenz „Strategies for Peace and Security in a Nuclear Age“ (Strategien für Frieden und Sicherheit im Atomzeitalter). 
Ab 1993 und über fast zwei Jahrzehnte hinweg unterrichtete Gunnar im Herbstsemester an der Jagiellonen-Universität in Krakau, Polen, im Fachbereich Journalismus. Außerdem führte er nordamerikanische Studenten in die Geschichte von Auschwitz ein. Er organisierte  eine Reihe von Führungen in das Konzentrationslager. 

## Veröffentlichungen (Auswahl)
- An analysis of the age and education of the SS Führerkorps 1925–1939 (1). In: Historical social research, volume 4, number 4, 1979.
- mit G. G. Van Beers, Henry Wiseman: Strategies for Peace and Security in a Nuclear Age, October 27–30, 1983. University of Guelph, proceedings.
- The Third Reich and the Problem of ‘Social Revolution’. German Officers and the SS. In: Variuos authors: Routledge Library Editions: German History. New York 2020.